# Semaeopus illimitata
Semaeopus illimitata är en fjärilsart som beskrevs av W. Warren 1900. Semaeopus illimitata ingår i släktet Semaeopus och familjen mätare. Inga underarter finns listade i Catalogue of Life.